# بوب بارات
بوب بارات (بالإنجليزية: Denis Barratt)‏ هو منتج أسطوانات وملحن بريطاني، ولد في 22 مارس 1938، وتوفي في 30 يناير 2004 بسبب سرطان الكبد.

## وصلات خارجية
- بوب بارات على موقع ميوزك برينز (الإنجليزية)
- بوب بارات على موقع ميوزك برينز (الإنجليزية)
- بوب بارات على موقع ميوزك برينز (الإنجليزية)
- بوب بارات على موقع ديسكوغز (الإنجليزية)
- بوب بارات على موقع ديسكوغز (الإنجليزية)
- بوب بارات على موقع ديسكوغز (الإنجليزية)